# 88. pěší divize (Wehrmacht)
88. pěší divize (německy: 88. Infanterie-Division) byla divize německé armády (Wehrmacht) za druhé světové války.

## Historie
88. pěší divize byla založena 1. prosince 1939 v Grafenwöhru v rámci šesté sestavovací vlny německé armády a byla vyzbrojena českými zbraněmi. Nejdříve byla divize podřízena 9. armádě a od roku 1941 7. armádě. V rámci obou armád sloužila na západě. 23. prosince 1941 byla divize posílena částmi 205. pěší divize.
Roku 1942 byla divize podřízena 2. armádě a sloužila na východní frontě. Divize se účastnila druhé bitvy o Charkov. V zimě 1942/43 byla divize nasazena v bojích u Voroněže a na jaře 1943 ustoupila k Sumám, kde podpořila operaci Citadela v rámci 4. tankové armády. Následně byla divize podřízena 8. armádě a ocitla se tak v bitvě o Dněpr.
Na začátku roku 1944 byla divize obklíčena v čerkaském kotli 1. ukrajinským frontem. V zimě 1944/45 byla divize se Skupinou armád A rozbita Rudou armádou během Viselsko-oderské operace.

## Velitelé
| Datum            | Hodnost         | Jméno                |
| ---------------- | --------------- | -------------------- |
| 1. prosinec 1939 | generálmajor    | Georg Lang           |
| 2. únor 1940     | generál pěchoty | Friedrich Gollwitzer |
| 10. březen 1943  | generálporučík  | Heinrich Roth        |
| 5. listopad 1943 | generálporučík  | Georg von Rittberg   |
| 8. leden 1945    | generálporučík  | Carl Anders          |